# Casa-museo Boschi Di Stefano
La Casa-Museo Boschi Di Stefano è una dimora storica di Milano. È situata al secondo piano di un edificio di via Giorgio Jan al numero civico 15.

## La dimora storica
Lo stabile fu edificato tra il 1929 ed il 1931 sotto la supervisione dell'architetto Piero Portaluppi - già progettista di Villa Necchi Campiglio - dall'impresa Di Stefano e Radici: Francesco Di Stefano era il padre della destinataria dell'alloggio, Marieda Di Stefano (1901-1968).
Dal febbraio 2003 la dimora storica è aperta al pubblico e da ottobre 2008 fa parte del circuito delle "Case museo di Milano": vi è esposta una selezione di oltre duecento opere pittoriche della collezione appartenuta, assieme all'abitazione, alla stessa Marieda e al marito Antonio Boschi (1896-1987), che fecero della casa un museo abitato.
Architettonicamente, il palazzo che ospita la pinacoteca si distingue all'esterno per la caratteristica struttura "ad angolo", mentre gli interni - tanto delle parti in comune quanto degli appartamenti - sono arricchiti, secondo lo stile tipico di Portaluppi, da ampie vetrate ed eleganti ringhiere in stile art déco.
Dal 16 maggio 2009 la Casa-Museo, di proprietà del Comune di Milano, è visitabile a titolo gratuito dal martedì alla domenica dalle 10 alle 17.30 grazie anche alla presenza dei Volontari per il Patrimonio Culturale lombardi del Touring Club Italiano.
Dal 2017 è visitabile anche l'ex Scuola di Ceramica di Marieda di Stefano, al piano terra dell'edificio, sede di mostre temporanee.

## La collezione
La collezione Boschi Di Stefano fu donata al Comune di Milano nel 1973 e rappresenta una testimonianza dell'arte novecentesca (segnatamente fra gli anni 1910 e gli anni 1960) con le sue 1817 opere. Alla fine degli anni 90, dopo anni di stallo, da Assessore alla Cultura del Comune di Milano, Philippe Daverio permise di sbloccare il contenzioso tra gli eredi Boschi e il Comune. Mercedes Garberi fa risalire a gli anni 1929-30 i primi sistematici acquisti di opere da parte dei coniugi Boschi che potevano contare sull'iniziale assistenza del suocero, Francesco Di Stefano, che nel 38 lasciò in eredità un nucleo consistente di opere.
Comprende opere di:
1. Ajmone Giuseppe, 41
2. Alcoj Eduardo, 20
3. Alimbau, 1
4. Altomare Aldo, 8
5. Alvar (Alvar Suño), 1
6. Amigoni Luigi, 2
7. Aricò Rodolfo, 21
8. Arnal François, 1
9. Azuma Kanegiro, 3
10. Bacci Baccio Maria, 1
11. Badodi Arnaldo, 4
12. Baj Enrico, 20
13. Balaguer Jimènez, 2
14. Barbaro Saverio, 1
15. Barley Jean, 1
16. Bartolini Luigi, 1
17. Baruzzi, 1
18. Basile Giuseppe, 6
19. Bemporad Franco, 14
20. Bergolli Aldo, 51
21. Bernasconi Ugo, 2
22. Bettina (Elisabetta Bubola), 8
23. Bionda Mario, 2
24. Birolli Renato, 20
25. Bleny, 1
26. Boccioni Umberto, 3
27. Bogliardi Oreste, 1
28. Boille Luigi, 1
29. Boldrini Gustavo, 9
30. Borel, 1
31. Borra Pompeo, 4
32. Borsato Ronato, 9
33. Boschi Di Stefano Marieda, 69
34. Bosisio Rodolfo L., 1
35. Bottarelli Maurizio, 2
36. Bozzolini Silvano, 6
37. Breddo Gastone, 10
38. Brindisi Remo, 48
39. Brizzi Aldo, 1
40. Buffet Bernard, 5
41. Cadorin Guido,1
42. Cagli Corrado, 2
43. Caligiani Alberto, 1
44. Campigli Massimo, 6
45. Canogar Rafael, 2
46. Cappello Carmelo, 1
47. Carena Felice, 1
48. Carmassi Arturo, 9
49. Carrà Carlo, 8
50. Casarotti Alberto, 4
51. Casorati Felice, 5
52. Casorati Francesco, 3
53. Cassinari Bruno, 52
54. Cattaneo Achille, 1
55. Cazac Yoran, 2
56. Cecchini, 1
57. Cerchiari Aldo, 1
58. Cereda Antonio, 1
59. Cesetti Giuseppe, 1
60. Cherchi Sandro,  1
61. Chessa Gigi, 1
62. Chiarini Boddi Giorgio, 2
63. Chighine Alfredo, 66
64. Church Frederick, 1
65. Ciliberti Tallone Ponina, 1
66. Claret Juan, 6
67. Clemente Jack, 4
68. Colacicchi Giovanni, 1
69. Colombo Joe, 2
70. Crippa Roberto, 66
71. Cuoco G., 2
72. D'Accardi Gian Rodolfo, 10
73. Dangelo Sergio, 57
74. Danj, 1
75. Dany Daniel, 2
76. De Amicis Cristoforo, 2
77. De Chirico Giorgio, 7
78. De Grada Raffaele, 2
79. Del Bon Angelo, 6
80. Della Valle Maria Grazia, 1
81. Deluigi Mario, 2
82. De Pisis Filippo, 6
83. De Rocchi Francesco, 5
84. Desio Nelsa, 1
85. Devetta Edoardo, 1
86. Di Stefano Francesca, 3
87. Dottori Gerardo, 1
88. Dova Gianni, 129
89. Dufour Bernard, 1
90. Dufy Raoul,1
91. Ercolini Roberto, 40
92. Estradera Antonio, 4
93. Farreras Francisco, 1
94. Ferrari Palazzini Renato, 9
95. Ferroni Gianfranco, 1
96. Filocarno Luigi, 1
97. Fin Josep, 1
98. Fontana Lucio, 42
99. Franceschini Edoardo, 12
100. Francese Franco, 5
101. Fumagalli Ambrogio, 8
102. Funi Achille Virgilio, 11
103. Galante Nicola, 1
104. Garcia José Luis, 5
105. Gaspari Luciano, 16
106. Gelati L., 1
107. Gerona Mario, 1
108. Giandante X, 1
109. Giordano Edoardo, 6
110. Giunni Piero, 13
111. Goerg Edouard, 1
112. Gola Emilio, 1
113. Grosso Luigi, 2
114. Guenzi Costantino, 6
115. Guggia, 1
116. Guidi Virgilio, 20
117. Guignebert Vincent, 1
118. Guttuso Renato, 12
119. Hagemann, 2
120. Hernandez Pijuan Juan, 15
121. Heron Patrik, 1
122. Hosiasson Philippe, 1
123. Hsiao Chin, 4
124. Hundertwasser Friedrich (Friedrich Stowasser), 1
125. Ionesco N., 3
126. Itaya Foussa, 1
127. Izzi Renzo, 3
128. Katsuda Jukio, 1
129. Kodra Ibrahim, 13
130. Latham John, 1
131. Laubiès René, 2
132. Ledda Mario, 10
133. Léger Fernand, 1
134. Lilloni Umberto, 4
135. Lin Show Yu, 3
136. Mafai Mario, 2
137. Manfredi Domenico, 1
138. Manzoni Piero, 6
139. Manzoni Wanda, 1
140. Manzù Giacomo, 1
141. Mari Enzo, 1
142. Marini Marino, 2
143. Martini Arturo, 9
144. Martini Sandro, 23
145. Marussig Piero, 30
146. Mazzola Arturo, 24
147. Meloni Gino, 7
148. Mendini Alessandro, 4
149. Menzio Francesco, 1
150. Migneco Giuseppe, 14
151. Milani Umberto, 4
152. Modersohn-Becker Paula, 1
153. Modigliani Amedeo, 1
154. Monachesi Sante, 1
155. Montanari Giuseppe, 1
156. Monti Cesare, 11
157. Monti Luigi, 1
158. Moori F.L., 1
159. Morandi Giorgio, 14
160. Moreni Mattia, 2
161. Morganti Mario, 1
162. Morino G., 1
163. Morlotti Ennio, 28
164. Mubin, 4
165. Mufioz Lucio, 3
166. Music Anton Zoran, 1
167. Nando Pierluca, 3
168. Novellier Roberto, 2
169. Notari Romano, 2
170. Oppi Ubaldo, 3
171. Pabi lnios (Giuseppe Biasi), 29
172. Paganin Giovanni, 20
173. Palazzi Bernardino, 1
174. Papola Claudio, 1
175. Paresce Renato, 6
176. Parisi, 1
177. Patrix Michel, 2
178. Paulucci Enrico, 2
179. Peluzzi Eso, 1
180. Permeke Constant, 1
181. Peter R., 1
182. Peverelli Cesare, 57
183. Peyron Guido, 1
184. Piacesi Walter, 1
185. Picasso Pablo, 1
186. Piccoli Bobo, 5
187. Pittino Francesco, 1
188. Pizzinato Armando, 1
189. Pizzo Greco Alfredo, 2
190. Planell Carlos, 4
191. Pollet Jean, 1
192. Pommereulle Daniel, 2
193. Ponti Pino, 1
194. Prampolini Enrico, 1
195. Prampolini Hiero, 1
196. Ravazzi, 1
197. Raymond Marie, 4
198. Reggiani Mauro, 4
199. Rinaldi P., 1
200. Rivera J.A.,4
201. Rogent, 1
202. Rognoni Franco, 2
203. Romagnoni Bepi, 25
204. Romney, 4
205. Rosai Ottone, 1
206. Rossello Mario, 10
207. Rueda Gerardo, 4
208. Saccarotti O., 1
209. Salietti Alberto, 1
210. Santini Renato, 1
211. Sarto Vittorio, 1
212. Sassu Aligi, 10
213. Savinio Alberto, 2
214. Savinio Ruggero, 2
215. Scarpitta Salvatore, 1
216. Schiavocampo Paolo, 10
217. Schweizer Riccardo, 2
218. Scialoja Toti, 1
219. Scipione (Gino Bonichi), 1
220. Seligmann Kurt, 1
221. Semeghini Pio, 2
222. Severini Gino, 3
223. Shoda Anna, 3
224. Sironi Mario, 40
225. Socrate Carlo, 1
226. Soffici Ardengo, 1
227. Soldati Atanasio, 1
228. Spacal Luigi, 1
229. Spazzapan Luigi, 2
230. Spilimbergo Adriano (di), 1
231. Suarez Antonio, 2
232. Swan Douglas, 35
233. Tabusso Francesco, 1
234. Tallone Guido, 2
235. Tarantino Giuseppe, 1
236. Tarrès Maty, 2
237. Testori Giovanni, 3
238. Tettamanti Ampelio, 1
239. Tharrats Juan-Josè, 6
240. Tobiasse Theo, 1
241. Tomea Fiorenzo, 2
242. Toschi Orazio, 1
243. Tosi Arturo, 6
244. Mario Tozzi (pittore), 2
245. Trazzi Alberto, 3
246. Treccani Ernesto, 1
247. Tsingos, 1
248. Turcato Giulio, 4
249. Ubeda Augustin, 2
250. Usellini Gianfilippo, 1
251. Vacchi Sergio, 1
252. Vaglieri Tino, 1
253. Vago Valentino, 6
254. Valenti Italo, 14
255. Van Dongen Kees, 1
256. Van Haardt Georges, 2
257. Vedova Emilio, 3
258. Vento José, 4
259. Verheyen Jef, 4
260. Vilacasas Joan, 4
261. Viñas Español, 3
262. Wells John, 1
263. Wood H., 1
264. Yaeger, 1
265. Zanetti Giuseppe, 3